# 奧德魯
奧德魯，是愛沙尼亞派爾努縣派尔努市镇内的小鎮，位於該國西南部，曾是原奧德魯市镇的行政中心，處於首都塔林以南120公里，海拔高度9米，2012年該小鎮人口1,430。
58°24′44″N 24°21′19″E / 58.41222°N 24.35528°E